# طاحون الشر (مسلسل)
طاحون الشر، مسلسل سوري دارمي من إخراج ناجي طعمي. المسلسل مكون من جزئين. صور الجزء الثاني عام 2013 مع عودة المخرج والعديد من ممثلين الجزء الأول.

## قصة العمل
يرصد العمل فترة الاحتلال الفرنسي في سوريا، معظم حكاياته شعبية اجتماعية ولكن هناك خط سياسي هو النضال ضد الاحتلال الفرنسي من قبل ثوار الغوطة في تلك الفترة.
إن المعضلة الأساسية التي يعتمد عليها المسلسل لغز محير وقصة مشوقة جدا تتلخص في قصة طفل ولدته أمه في القبر، وسمعه حارس المقبرة، فأخرجه وعاش عمرا طويلا وكدلك الداية التي تعرف سر الطفل الذي ولد في القبر، وعلى إثر ذلك تخرج من الحارة، ثم تعود إليها بعد ثلاثين عاما من الغياب بعد مقتل كل من زوجها وابنتها لأسباب يكتشفها المشاهد مع تصاعد الأحداث".
إنه مسلسل «طاحون الشر» التي تدور أحداثه بعد احتلال دمشق بعامين تقريبا، حيث تعرضت إحدى حارات الشام «حارة الكبادة» إلى أبشع صور مرت عليها على جميع الصعد الاجتماعية والاقتصادية والسياسية، مما أدى إلى كثرة المشكلات والفساد، فاحتدت الصراعات على السلطة والمال والحب.
تبدأ القصة منذ قيام (فخرية) بإبعاد الطفل (زيدو) عن أمه التي قتلت بعد مخاضها بدقائق، فعاش (زيدو) بعيدا عن أبيه الزعيم وعن حارته وعندما كبر وعاد صدمت (فخرية) وكبر الصدام،
عندما خرج من الحارة قرر عاصم شقيق فخرية قتل الزعيم وفعل، فاتهم أبو شكري بمقتل أخيه، ومن هنا تفجرت الأحداث.

## شخصيات المسلسل

### الشخصيات الأساسية
| الممثل      | الدور |
| ----------- | --- |
| بسام كوسا   | عاصم بيك وهو رجل شرير في الحارة يحب الفتن والشر والمشاكل يحبس في فترة كهولته ولكنه يرجع لينتقم من الحارة وهو قاتل أبو حمدي وأبو معاذ وام زيدو وأبو عبود وأبو جابر وحفيظة وأحد زلم أبو مرعب لاشعال الفتنة أثناء صلح الحارتين ويصبح هو الزعيم بعض قتل الزعيم يقبض زيدو عليه ويكشفه أمام الناس ولكنه يهرب بمساعدة أبو فايز الحلاق. |
| صباح جزائري | فخرية وهي امرأة شريرة وأخت عاصم بيك وتشاركه جرائمه. |
| رفيق سبيعي  | الزعيم أبو حمدي وهو رجل مسن ولكنه زعيم الحارة وهو والد زيدو الحقيقي يقتل على يد أبو دعاس. |
| ميلاد يوسف  | بري وهو رجل شرير وأزعر يعمل عند عاصم بيك يكره زيدو جدا لانه ينافسه بحب نرجس وهو قاتل أبو عبود وأبو جابر وأم زيدو يقوم زيدو بخطفه لكنه يهرب. |
| وائل شرف    | زيدو وهو رجل طيب كان يعيش عند شخص اسمه صبري بيك وكانت أمه تعيش معه ويأتي إلى الحارة وكاد الزعيم يموت لولا أن زيدو قام بالدفاع عنه والتصدي لابو مرعب ورجاله ولكن بعض أهالي الحارة لا يحبونه وهو ابن الزعيم الحقيقي وعدو البري يتزوج نرجس ويهجم على أرض أبو طاهر ويقتل الفرنسيين الذي كانوا فيها.                                 |
| وفيق الزعيم | أبو شكري وهو شقيق الزعيم ولا يحب زيدو لانه صديق الزعيم ولكنه لا يعرف انه ابنه وهو يحقد عل أخاه لانه يدعي أنه لم يأخذ حصته ويطالب الزعيم بالخان ولكنه يرفض ويقوم الزعيم بتسجيل الخان باسم زيدو ويتهم أبو شكري من أبو محفوظ بقتل الزعيم لأنه هدده ولكن تثبت براءته ويتوب إلى الله على تهديده لشقيقه.                              |
| منى واصف    | الداية وفيئا وهي الداية التي ولدت حفيظة وتأخذ زيدو بعد موت حفيظة وتربيه تلى أن كبر تقتل على يد بري قبل ان تكشف عدوتها فخرية. |